# ديمون إم. كامينغز
ديمون إم. كامينغز (بالإنجليزية: Damon M. Cummings)‏ هو ضابط أمريكي، ولد في 30 يناير 1910 في بيلفيدير في الولايات المتحدة، وتوفي في 13 نوفمبر 1942 في Ironbottom Sound ‏ في جزر سليمان.